# Actiones in factum
Actiones in factum (actiones in factum conceptae) – powództwa oparte na fakcie. W prawie rzymskim grupa powództw pretorskich w których powód nie opierał swojego żądania na prawie cywilnym, bo mu ono nie przysługiwało, a jedynie na pewnym opisanym stanie faktycznym (zdarzeniu) wymienionym w intentio formułki (intentio in factum concepta).
Formułki powództw opartych na fakcie były tworzone przez pretora i umieszczane w jego edykcie. Pretor deklarował tym gotowość udzielania powództw na podstawie samego opisu określonego stanu faktycznego, nieznanego prawu cywilnemu. W ten sposób pretor zapewniał ochronę prawną nowym stosunkom życiowym nieuwzględnianym przez dawne prawo cywilne.
Actiones in factum należały do powództw, przy których z chwilą dokonania litis contestatio, nie następowała tzw. konsumpcja skargi. Oznaczało to, iż powód mógł w przyszłości - wbrew zasadzie bis de eadem re ne sit actio - ponownie wnieść powództwo w tej samej sprawie. Aby temu zapobiec pretor udzielał osobie, ponownie pozwanej w sprawie już poprzednio przeprowadzonej przez litis contestatio, specjalnego zarzutu procesowego - exceptio rei in iudicium deductae. Jeżeli spór został już rozstrzygnięty wyrokiem, udzielano pozwanemu zarzutu sprawy osądzonej - exceptio rei iudicatae. Zarzuty te można było podniosić zarówno w fazie in iure jak i apud iudicem i powodowały oddalenie powództwa.